# Kang Yul
Kang Yul (en hangul, 강율), es un actor surcoreano.

## Carrera
Es miembro de la agencia "Tan Entertainment" (탄엔터테인먼트). Previamente formó parte de la agencia "HOW Entertainment".
En 2017 se unió al elenco recurrente de la serie Temperature of Love donde dio vida a Seung Won, un compañero de trabajo de On Jung-seon (Yang Se-jong).
En el 2018 apareció como invitado en la serie web juvenil A-Teen.
El 25 de junio del 2019 se unió al elenco principal de la serie web Will Be Okay, Never Die (괜찮아 안죽어) donde interpretó a Kim Do-hoon, un empleado de la oficina, hasta el final de la serie el 30 de julio del mismo año.
El 21 de julio del mismo año se unió al elenco principal de la serie web Best Mistake (일진에게찍혔을때) donde dio vida al popular y rebelde estudiante Ji Hyun-ho, quien se enamora de la estudiosa estudiante Kim Yun-doo (Lee Eun-jae). Papel que interpretó nuevamente durante la segunda temporada del 2 de abril del 2020 hasta el final de la serie el 21 de mayo del mismo año.

## Filmografía

### Series de televisión
| Año         | Título                                    | Personaje     | Notas                                            | Ref.        |
| ----------- | ----------------------------------------- | ------------- | ------------------------------------------------ | ----------- |
| 2022        | La venganza de los otros                  | Park Won-seok | (web drama)                                      | [ 5 ] [ 6 ] |
| 2022        | Best Mistake 3 (일진에게 찍혔을 때 시즌3) | Ji Hyun-ho    | (web drama)                                      |             |
| 2022        | Artificial City                           | Kang Ho-sung  | Ep. 19 - (invitado)                              |             |
| 2021        | Shh, Please Take Care of Him              | Paul Joon     |                                                  |             |
| 2021        | Contract Relationship Starting Today      | Ji Hyun-ho    | 2 episodios - (web drama) - (aparición especial) |             |
| 2020        | Real:Time:Love 4                          | -             | ep. #8 - (web drama) - (aparición especial)      |             |
| 2020        | Best Mistake 2 (일진에게 찍혔을 때 시즌2) | Ji Hyun-ho    | 16 episodios - (web drama)                       |             |
| 2019 - 2020 | 22 Flower Road (꽃길로 22)                | Nam-geon      | 12 episodios - (web drama)                       |             |
| 2019        | Genome’s Romance (이런 게놈의 로맨스)     | Wan-jun       | 8 episodios                                      |             |
| 2019        | Miracle Girl (기적소녀)                   | Nam Ji-seob   | 6 episodios - (web drama)                        |             |
| 2019        | Best Mistake (일진에게찍혔을때)           | Ji Hyun-ho    | 15 episodios - (web drama)                       |             |
| 2019        | Will Be Okay, Never Die (괜찮아 안죽어)   | Kim Do-hoon   | 6 episodios - (web drama)                        |             |
| 2019        | Your Love Blog (너의 연애 브이로그)       | -             | 6 episodios - (web drama)                        |             |
| 2019        | Fight Hard, Love Harder (진흙탕 연애담)   | Dae-han       | ep. #3 - (web drama)                             |             |
| 2018        | Number Six (넘버식스)                     | Se Joon       | 8 episodios                                      |             |
| 2018        | Lovely Horribly (러블리 호러블리)         | -             |                                                  |             |
| 2018        | A-Teen (에이틴 특별편)                    | -             | (web drama)                                      |             |
| 2018        | Queen of Mystery 2 (추리의 여왕2)         | -             |                                                  |             |
| 2017        | Temperature of Love (사랑의 온도)         | Seung Won     |                                                  |             |
| 2017        | Seventeen (열일곱)                        | Han Hae-sung  | 8 episodios - (web drama)                        |             |
| 2016        | 네가 연애를 아느냐                        | 성종          | (web drama)                                      |             |
| 2016        | Choco Bank (초코뱅크)                     | -             | (web drama)                                      |             |

### Películas
| Año  | Título                 | Personaje | Notas                                                           |
| ---- | ---------------------- | --------- | --------------------------------------------------------------- |
| 2020 | The Dragon Inn: Part 1 | Jae-beom  | junto a Ji Il-joo, Bae Hong-seok, Jang Eui-soo y Park Jeong-hwa |

### Programas de variedades
| Año  | Programa                                                     | Notas                             |
| ---- | ------------------------------------------------------------ | --------------------------------- |
| 2020 | Bo-ra Cafe (보라다방)                                        | (ep. #12) - invitado              |
| 2019 | Come On School (커먼스쿨)                                    | 4 episodios (ep. #5-8) - invitado |
| 2019 | The Ultimate Watchlist: Season 2 (최신유행 프로그램: 시즌 2) | 8 episodios - miembro             |

### Aparición en videos musicales
| Año  | Artista(s)                    | Canción              | Notas               |
| ---- | ----------------------------- | -------------------- | ------------------- |
| 2020 | Ravi, Yeri & AB6IX Jeon Woong | "Woman on the Beach" | junto a Lee Eun-jae |
| 2016 | 이동우                        | "Definition of Love" |                     |

### Anuncios
| Año  | Título                                                  | Notas                                                         |
| ---- | ------------------------------------------------------- | ------------------------------------------------------------- |
| 2019 | Siwon School Lab (시원스쿨 - 일진에게 반할 수 있을까?!) | junto a Lee Eun-jae, Yoon Jun-won, Choe Chan-yi y Park E-hyun |
| 2019 | 맥도날드                                                |                                                               |
| 2018 | KT 10GIGA                                               |                                                               |
| 2018 | 스노우 어플                                             |                                                               |
| 2018 | 중국 안타스포츠                                         |                                                               |
| 2018 | 삼성 노트9 사용편                                       |                                                               |
| 2017 | 리니지2 레볼루션                                        |                                                               |
| 2017 | 맥도날드                                                |                                                               |
| 2017 | 삼성 갤럭시노트 팬에디션                                |                                                               |
| 2017 | 넷마블 팬타스톰                                         |                                                               |
| 2016 | 그린카                                                  |                                                               |
| 2016 | 중국 보슈 삼성 스마트워치                               |                                                               |
| 2016 | 중국 아이마                                             |                                                               |
| 2016 | Dingo Mobile                                            |                                                               |
| 2016 | SKT                                                     |                                                               |
| 2016 | HOTEL NOW                                               |                                                               |
| 2015 | SWAGGER                                                 |                                                               |

### Revistas
| Año | Título       | Notas |
| --- | ------------ | ----- |
| -   | Musinsa      |       |
| -   | Offical Omme |       |
| -   | Kapa         |       |
| -   | Newbalance   |       |
| -   | Kangol       |       |
| -   | Criscristy   |       |
| -   | Spao         |       |